# Años 1910

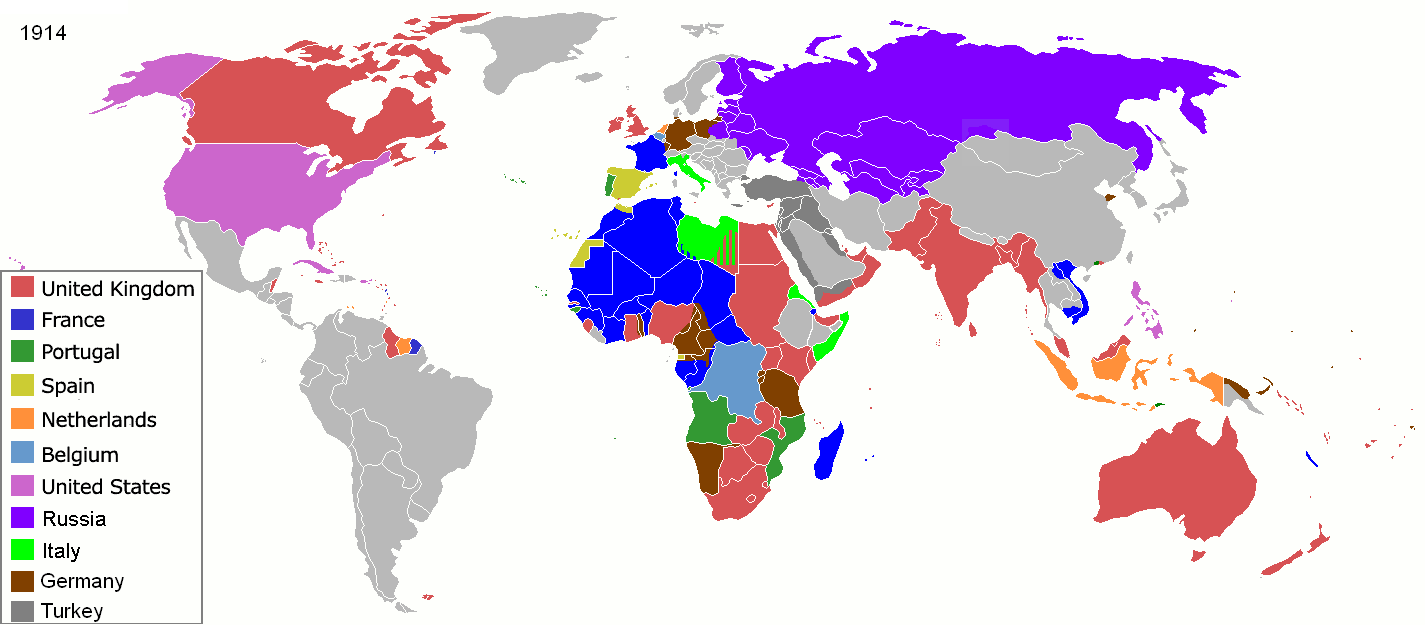
Mapa de los países colonialistas existentes (y sus colonias) en el año 1914, antes del inicio de la Primera Guerra Mundial.

Se denominan años 1910 al decenio del siglo XX comprendida entre el 1 de enero de 1910 y el 31 de diciembre de 1919.
En esta década los intereses de las potencias mundiales empujaron a la humanidad a una nueva dimensión de conflicto, la Primera Guerra Mundial (iniciada en 1914), que aunque se inició como un conflicto europeo terminó absorbiendo a las principales naciones del mundo. La confrontación se inició tras el asesinato del archiduque Francisco Fernando de Austria. Esta guerra fue la primera en tener un carácter industrial. Los grandes perdedores al cabo de los cuatro años en que se desarrolló la guerra fueron los imperios de Austria, que perdió tal distinción para siempre, y el Imperio ruso, cuya monarquía fue exterminada (la familia real fue ejecutada) par dar paso a un nuevo sistema de gobierno, el bolchevique, liderado por Lenin. También el Imperio otomano se desintegró dando lugar a Turquía. 
Estados Unidos se convirtió en potencia mundial de primer orden al igual que Japón, cuya primacía en Asia ya nadie discutía. Alemania perdió su pequeño imperio colonial, pero aun así logró mantener su infraestructura nacional. Fue el caso contrario al de Francia, que se suponía había resultado victoriosa en la guerra. Reino Unido, aunque menos afectado que Francia, también vio retroceder su prestigio y de repente se encontró en condición de igualdad con Estados Unidos, país sobre el que hacia menos de un siglo aún tenía la pretensión de volverlo a integrar dentro de sus colonias. Por su parte el piloto alemán Manfred von Richthofen fue el ícono de la guerra. Tanto Francia como Reino Unido quedaron gravemente endeudadas con Estados Unidos.
La guerra mundial, debido a que provocó que millones de hombres fueran al frente de combate, permitió por primera vez que las mujeres se incorporaran masivamente a trabajos en puestos (como industrias) a los que antes no tenían acceso, para suplir la falta de mano de obra masculina.
El hundimiento del transatlántico RMS Titanic en su viaje inaugural en 1912 se convirtió en una de las tragedias más recordadas de este siglo y en una advertencia sobre los peligros de la humanidad de intentar desafiar a la naturaleza utilizando la tecnología más moderna.

## Acontecimientos

### 1910
- 1910-1917: Revolución mexicana.
- Constitución de la Unión Sudafricana.
- Corea se anexa a Japón y forma parte de los miles de colonias japonesas.
- Portugal: Revolución del 5 de octubre; Proclamación de la República de Portugal.
- Kandinsky: primera acuarela abstracta.
- Paso del cometa Halley.

### 1911
- 1911-1912: Guerra entre Italia y Turquía.
- Final de la dinastía Qing, inicio de la República China.
- Se reduce la tensión germano-francesa en Marruecos (Agadir).
- Roald Amundsen alcanza el Polo Sur.
- Descubrimiento de Machu Picchu (Perú).
- Sucesos de Cullera (España).
- Fundación de Der Blaue Reiter en Múnich.

### 1912

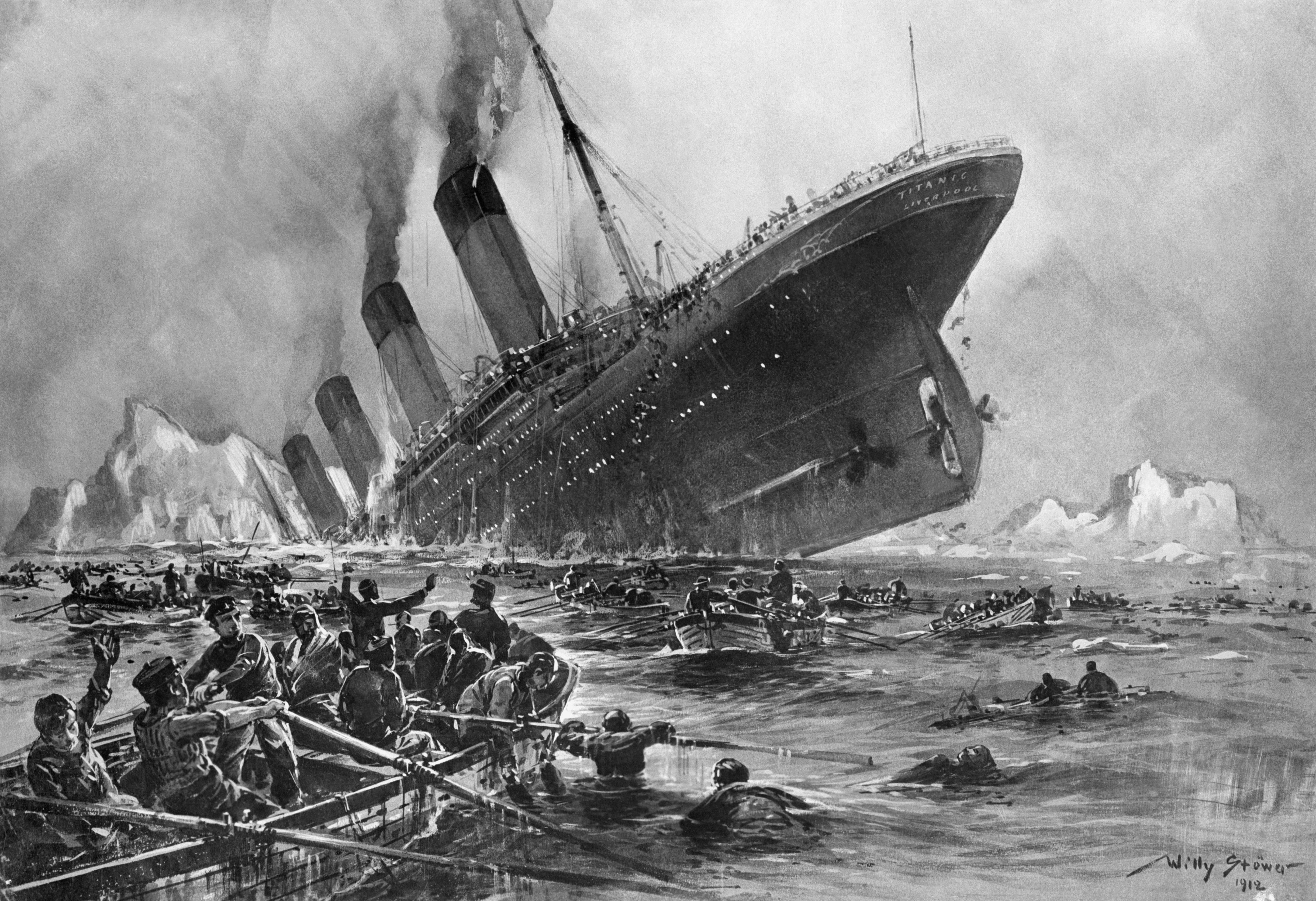
Hundimiento del Titanic.

- Adopción de Home Rule por parte de Irlanda.
- 1912-1913: Primera guerra balcánica: Bulgaria, Serbia y Grecia contra Turquía.
- 1912-1956: Protectorado francés de Marruecos.
- China: Derrocamiento del emperador Puyi.
- Japón: Termina el periodo Meiji (1867-1912), dando lugar al período Taisho (1912-1926).
- Woodrow Wilson derrota a Theodore Roosevelt y William Howard Taft en las elecciones presidenciales de los Estados Unidos.
- Campos de Castilla de Antonio Machado.
- Hundimiento del Titanic.

### 1913
- Tíbet proclama su independencia de China.
- Ideas relativas a una fenomenología pura y una filosofía fenomenológica de Edmund Husserl.
- En busca del tiempo perdido de Marcel Proust.
- Henry Ford introduce la cadena de montaje de montaje de automóviles en serie.
- Niels Bohr: Planteamiento de los inicios del modelo atómico.

### 1914
- México: Toma de Zacatecas.
- Asesinato del archiduque Francisco Fernando de Habsburgo en Sarajevo.
- Primera Guerra Mundial:
  - Inicio de la Primera Guerra Mundial.
  - Declaraciones de guerra.
  - Los dominios británicos y Japón entran en guerra contra Alemania.
  - El Imperio otomano (o Turquía) entra en guerra al lado de Alemania.
  - Alemania invade Bélgica y Luxemburgo.
  - Batalla del Marne.
  - Tregua de Navidad.
  - Sin fechas concretas para definir su inicio y final: guerra submarina alemana.
- Se inaugura el Canal de Panamá.

### 1915
- Primera Guerra Mundial:
  - Ofensiva aliada en Artois: los alemanes invaden Polonia
  - Ofensiva francesa en Champaña.
  - Los aliados desembarcan en Gallípoli.
  - Batalla de Galípoli
  - Alemania hunde el buque británico RMS Lusitania.
- El Imperio otomano perpetra un genocidio contra la población armenia.
- Durante todo el año 1915:
  - Incorporación de la mujer al mundo laboral.
- El nacimiento de una nación de D. W. Griffith.
- La metamorfosis de Franz Kafka.
- Alfred Wegener: teoría de la deriva de los continentes.
- Albert Einstein: Teoría de la Relatividad General.

### 1916
- Primera Guerra Mundial:
  - 21 de febrero-18 de diciembre: Batalla de Verdún: ofensiva alemana; victoria francesa.
  - Ofensiva franco-británica en el Somme.
  - Entrada en guerra de Rumanía y Portugal al lado de los aliados.
- La revuelta del Lunes de Pascua en Irlanda.
- Las musas inquietantes de Giorgio de Chirico.

### 1917
- Primera Guerra Mundial:

Lenin realizando un discurso durante la Revolución rusa.

  - Ofensiva de Nivelle; Motines en el ejército francés; Petain sustituye a Robert Nivelle.
  - Estados Unidos participa en la contienda mundial al lado de la triple entente.
  - La espía Mata Hari es ejecutada.
  - 24 de octubre-9 de noviembre: Batalla de Caporetto.
- Rusia: 
  - Revolución rusa: Toma del poder por los bolcheviques.
  - 1917-1923: guerra civil rusa.
- Firma de la «Declaración Balfour».
- 13 de mayo-13 de octubre: Apariciónes de la virgen María en Fátima (Portugal).
- Fundación del movimiento artistíco De Stijl, en Leiden (Países Bajos).

### 1918
- Primera Guerra Mundial:
  - Ferdinand Foch, generalísimo.
  - Abdica el káiser Guillermo II de Alemania.
  - Finaliza la Primera Guerra Mundial.
- El presidente de los Estados Unidos, Wilson proclama los «Catorce Puntos».
- 1918-1933: República de Weimar.
- Paz de Brest-Litovsk.
- Ejecución de la familia real rusa Romanov.
- Edición del mapa tras la guerra.
- 1918-1920: Pandemia de gripe iniciada en Kansas (Estados Unidos) y extendida a nivel global.
- Llega a Europa una pandemia de gripe procedente de los Estados Unidos.

### 1919
- Conferencia de Paz de París: Firma del Tratado de paz de Versalles, que impuso gravosas condiciones económicas y militares a Alemania, además de suponer la desmembración del Imperio austrohúngaro, dividido en cuatro nuevos estados: Austria, Hungría, Checoslovaquia y Yugoslavia.
- Fundación en Moscú de la III Internacional comunista.
- Mustafá Kemal al frente de la resistencia turca contra los aliados.
- Asesinato de Emiliano Zapata.
- Masacre de Amritsar.
- Fundación de la Bauhaus, escuela de artesanía, diseño, arte y arquitectura por Walter Gropius en Weimar (Alemania).
- Adopción del tiempo universal (Greenwich).

## Otros acontecimientos en todo el mundo

### 1910
- Muerte del patriota coreano, Ahn Joong-gun.
- Fundación de la firma Chanel.

### 1911
- Francisco Madero provoca la huida de Porfirio Díaz en México.
- Piotr Stolypin, primer ministro ruso, es asesinado.
- Por primera vez se celebró el Día internacional de la Mujer.
- Heike Kamerlingh Onnes: descubrimiento de la supraconductividad.
- 1911-1915: Concord Sonata de Charles Ives.

### 1912
- Fundación del Kuomintang por Sun Yat-sen.
- Asesinato del presidente del Gobierno español: José Canalejas.
- Inicia la ocupación estadounidense de Nicaragua.
- Pierrot Lunaire de Arnold Schönberg.
- Georges Braque: primeros collage.
- Robert Delaunay: primeras «Formas circulares».

### 1913
- Decena trágica en México.
- «Armory Show», exposición del arte de vanguardia en Nueva York.
- Del lado de Swann de Marcel Proust.
- Alcoholes de Guillaume Apollinaire.
- Ideas directrices para una fenomenología de Edmund Husserl.
- Ígor Stravinski: La consagración de la primevera, creada para los ballets rusos.

### 1914
- El COI presenta oficialmente en París la bandera olímpica de los cinco anillos.
- Vladímir Tatlin funda el Constructivismo.

### 1916
- El hundimiento del HMHS Britannic.

### 1917
- Primera huelga revolucionaria en toda España.
- Promulgación de la Constitución política de los Estados Unidos Mexicanos.
- 1917-1925: El niño y los sortilegios de Maurice Ravel.
- Ultimatum de Fernando Pessoa.
- La Jeune Parque de Paul Valéry.

### 1918
- Reforma universitaria en Argentina.

### 1919
- Bertrand Russell: Introducción a la filosofía matemática.
- Nita Naldi es descubierta por John Barrymore.

## Avances científicos y técnicos
- Superconductividad
- Ernest Rutherford: Primera reacción nuclear artificial.
- Ernest Rutherford: teoría nuclear de la estructura atómica.